# Muscisaxicola
Muscisaxicola  es un género de aves paseriformes perteneciente a la familia Tyrannidae que agrupa a especies originarias de América del Sur, donde se distribuyen desde el este de la cordillera de los Andes en el centro de Colombia, principalmente a lo largo de la cordillera hasta el extremo sur (Tierra del Fuego) de Argentina y Chile, con una especie migrando desde el sur hasta las costas de Uruguay y extremo sur de Brasil. Son conocidas popularmente como dormilonas.

## Etimología
El nombre genérico masculino «Muscisaxicola» es una combinación de los géneros Muscicapa y Saxicola, ambos del Viejo Mundo.

## Características
Las aves de este género son tiránidos esbeltos, con una especie menor (M. maculirostris, midiendo alrededor de 14 cm de longitud) y el resto medianas, midiendo entre 16,5 y 21,5 cm de longitud. Tienen picos finos y oscuros, largas alas puntiagudas y patas largas. Las dormilonas son básicamente grises o pardo-grisáceas, más blanquecinas por abajo, con algún color o patrón en la cabeza. Salvo otra indicación, las alas son morenas o parduzcas y la cola negra con los bordes externos de las rectrices externas blancuzcos. Son encontradas principalmente en pastizales abiertos de puna o páramo en los Andes, algunas especies prefieren la cercanía de agua o paredes rocosas; algunas que nidifican en las regiones sureñas son migratorias. A menudo son bastante desconfiadas y forrajean correteando y hurgando en el suelo, algunas veces en vuelos cortos cazando insectos en el aire. Abren y cierran la cola con frecuencia. El vuelo es corto y directo. Los machos se exhiben vibrando, parando y cayendo un poco, después recuperándose, la secuencia puede ser repetida muchas veces. Las dormilonas son, en general, bastante calladas.

## Taxonomía
Un estudio del ADN mitocondrial de Chesser (2000) ha demostrado que las especies menores (la entonces denominada M. fluviatilis (la dormilona enana, una especie amazónica) y M. maculirostris eran divergentes del resto de este género, mientras que las demás especies que lo constituyen forman un grupo monofilético, dividido en dos grupos, uno formado por M. griseus, M. juninensis, M. cinereus, M. albifrons, M. flavinucha, y M. rufivertex, que nidifican principalmente en los Andes centrales; y el otro formado por M. maclovianus, M. albilora, M. alpinus, M. capistratus, and M. frontalis, que nidifican principalmente en los Andes meridionales, consistente con la secuencia linear tradicional.
Los estudios genéticos recientes de Chesser et al. (2020) verificaron que la especie M. fluviatilis estaba más próximamente relacionada con Satrapa icterophrys que con las otras especies de Muscisaxicola, confirmando las divergencias antes encontradas. Los autores propusieron un nuevo género Syrtidicola exclusivo para la especie. El nuevo género fue reconocido por el Comité de Clasificación de Sudamérica (SACC) en la Propuesta No 885 de septiembre de 2020.
La subespecie Muscisaxicola rufivertex occipitalis distribuida del centro norte de Perú al noroeste de Bolivia, es considerada como especie separada de M. rufivertex por Aves del Mundo (HBW) y Birdlife International (BLI) con base en diferencias morfológicas.
Los amplios estudios genético-moleculares realizados por Tello et al. (2009) descubrieron una cantidad de relaciones novedosas dentro de la familia Tyrannidae que todavía no están reflejadas en la mayoría de las clasificaciones. Siguiendo estos estudios, Ohlson et al. (2013) propusieron dividir Tyrannidae en cinco familias. Según el ordenamiento propuesto, Muscisaxicola permanece en Tyrannidae, en una subfamilia Fluvicolinae, en una nueva tribu Xolmiini junto a Lessonia, Hymenops, Knipolegus, Satrapa, Xolmis, Cnemarchus, Agriornis, Neoxolmis y Myiotheretes.

## Lista de especies
Según las clasificaciones del Congreso Ornitológico Internacional (IOC) y Clements Checklist/eBird, el género agrupa a las siguientes especies con el respectivo nombre popular de acuerdo con la Sociedad Española de Ornitología (SEO):
| Imagen | Nombre científico                      | Autor                        | Nombre común             | Estado de conservación | Distribución |
| ------ | -------------------------------------- | ---------------------------- | ------------------------ | ---------------------- | ------------ |
|        | Muscisaxicola maculirostris            | d'Orbigny & Lafresnaye, 1837 | dormilona chica          | LC                     |              |
|        | Muscisaxicola griseus                  | Taczanowski, 1884            | dormilona de Taczanowski | LC                     |              |
|        | Muscisaxicola juninensis               | Taczanowski, 1884            | dormilona puneña         | LC                     |              |
|        | Muscisaxicola cinereus                 | Philippi & Landbeck, 1864    | dormilona cenicienta     | LC                     |              |
|        | Muscisaxicola albifrons                | (Tschudi, 1844)              | dormilona gigante        | LC                     |              |
|        | Muscisaxicola flavinucha               | Lafresnaye, 1855             | dormilona fraile         | LC                     |              |
|        | Muscisaxicola rufivertex               | d'Orbigny & Lafresnaye, 1837 | dormilona nuquirroja     | LC                     |              |
|        | Muscisaxicola (rufivertex) occipitalis | Ridgway, 1887                | (dormilona nuquiparda)   | LC                     |              |
|        | Muscisaxicola maclovianus              | Garnot, 1826                 | dormilona carinegra      | LC                     |              |
|        | Muscisaxicola albilora                 | Lafresnaye, 1855             | dormilona cejiblanca     | LC                     |              |
|        | Muscisaxicola alpinus                  | (Jardine, 1849)              | dormilona cenicienta     | LC                     |              |
|        | Muscisaxicola capistratus              | (Burmeister, 1860)           | dormilona canela         | LC                     |              |
|        | Muscisaxicola frontalis                | (Burmeister, 1860)           | dormilona frentinegra    | LC                     |              |